# Under våren
Under våren är en svensk reggaegrupp från Skärblacka. Bandet startade 1980 då medlemmarna var 12-13 år gamla och har efter det offentliga upphörandet 1992 spelat i samband med ett återföreningar. 2004 släppte bandet en samling över sina inspelade verk på cd:n Good Old Reggae Music.

## Medlemmar
Nuvarande medlemmar
- Peter Gerdin – sång, klaviaturer
- Mikael Ewertsson – basgitarr, sång
- Håkan Svensson – trummor, toasting
- Ulf Hidenius – gitarr, sång
- Magnus Wetter – gitarr, sång

Andra bidragande musiker
- Patrik Freij – orgel, synthesizer
- Dick Larsson – saxofon
- Andreas Von Lichtenstein – trumpet, euphonium
- Peter Gerdin – sång, piano, bakgrundssång